# Hypnophila remyi
Hypnophila remyi é uma espécie de gastrópode  da família Cochlicopidae.
É endémica de França.